# Botanophila phrenione
Botanophila phrenione este o specie de muște din genul Botanophila, familia Anthomyiidae. A fost descrisă pentru prima dată de Seguy în anul 1937. Conform Catalogue of Life specia Botanophila phrenione nu are subspecii cunoscute.